# Éditions Karthala
Éditions Karthala, часто называемое просто Karthala (Картала) — французское научное издательство. Специализируется на книгах по гуманитарным наукам, в частности социологии, религиоведению, истории, языкознанию и геополитике с особым упором на развивающиеся страны.
Штаб-квартира издательства расположена в XIII округе Парижа.

## История
Издательство было основано в 1980 году Робером Ажено, бывшим редактором научного журнала Spiritus, посвящённого религиоведению, а также сооснователем издательства научно-популярной литературы L'Harmattan. Оно было названо в честь действующего вулкана, расположенного на Коморских островах. Первые книги издательства были опубликованы молодыми экспертами-африканистами. Изучение Африки как наука во Франции тогда ещё только набирало обороты. Одновременно с этим был основан первый научный журнал издательства, также посвящённый «Чёрному континенту», — Politique africaine. К 1990 году было основано несколько новых исследовательских серий, а также ряд научных журналов.
В начале 2000-х годов издательский дом достиг оборота в 1,1 миллиард евро. К 2011 году издательство выпустило около 2200 книг. Помимо работ по африканистике есть также работы, посвящённые исследованию христианства и другим гуманитарным наукам. Несмотря на несколько финансовых кризисов и девальвации франка, издательство остаётся независимым.